# Джон Традескант (молодший)
Джон Традескант (англ. John Tradescant, 4 серпня 1608, Кент, Англія — 22 квітня 1662, Ламбет, Великий Лондон, Лондон, Королівство Англія) — англійський ботанік, натураліст і садівник.

## Життєпис
Джон Традескант молодший народився в графстві Кент 4 серпня 1608 року. Він був сином Джона Традесканта старшого.
Джон Традесканта молодший їздив за рослинами для Ламбетського саду в Вірджинію (США).
Він написав про Ламбетську колекцію книгу Museum Tradescantium.
Джон Традескант молодший помер в Ламбеті 22 квітня 1662 року.